# Komendantskij prospekt
Komendantskij prospekt (in russo:Комендантский прспект) è una stazione della Linea Frunzensko-Primorskaya, la Linea 5 della Metropolitana di San Pietroburgo. È stata inaugurata il 2 aprile 2005.